# Llista de topònims de Colldejou
Llista de topònims (noms propis de lloc) del municipi de Colldejou, al Baix Camp
Informació actualitzada per un bot. Els canvis manuals es perdran quan s'actualitzi!

## corral
| imatge | Nom                 | Ubicat a  | instància de | Detalls       | coordenades                                                                   | Protecció | Commons (més fotos) | Dades a WD                    |
| ------ | ------------------- | --------- | ------------ | ------------- | ----------------------------------------------------------------------------- | --------- | ------------------- | ----------------------------- |
|        | corral de Can Moixó | Colldejou | corral       | Estat: ruïnós | 41° 05′ 05″ N, 0° 54′ 03″ E / 41.0847720407609°N,0.900740429279929°E 428 msnm |           |                     | Modifica les dades a Wikidata |
|        | corral del Batllet  | Colldejou | corral       |               | 41° 06′ 46″ N, 0° 52′ 51″ E / 41.1126710722905°N,0.880772404384519°E 635 msnm |           |                     | Modifica les dades a Wikidata |

## cova
| imatge | Nom                | Ubicat a  | instància de | Detalls | coordenades                                                          | Protecció | Commons (més fotos) | Dades a WD                    |
| ------ | ------------------ | --------- | ------------ | ------- | -------------------------------------------------------------------- | --------- | ------------------- | ----------------------------- |
|        | Corral del Janet   | Colldejou | cova         |         | 41° 05′ 40″ N, 0° 53′ 48″ E / 41.0943913636551°N,0.89676696151118°E  |           |                     | Modifica les dades a Wikidata |
|        | Coves Nolles       | Colldejou | cova         |         | 41° 06′ 18″ N, 0° 51′ 46″ E / 41.1049275864093°N,0.862885342508117°E |           |                     | Modifica les dades a Wikidata |
|        | Racó dels Caragols | Colldejou | cova         |         | 41° 06′ 24″ N, 0° 52′ 24″ E / 41.1067529904517°N,0.873424691983787°E |           |                     | Modifica les dades a Wikidata |
|        | cova de l'Heura    | Colldejou | cova         |         | 41° 05′ 21″ N, 0° 54′ 38″ E / 41.0891311691166°N,0.910625931585718°E |           |                     | Modifica les dades a Wikidata |
|        | cova de la Mola    | Colldejou | cova         |         | 41° 06′ 30″ N, 0° 52′ 33″ E / 41.1082200924169°N,0.8758067244915°E   |           |                     | Modifica les dades a Wikidata |
|        | cova del Janet     | Colldejou | cova         |         | 41° 05′ 40″ N, 0° 53′ 48″ E / 41.0943911463518°N,0.896755062156871°E |           |                     | Modifica les dades a Wikidata |

## font
| imatge | Nom               | Ubicat a  | instància de | Detalls | coordenades                                                          | Protecció | Commons (més fotos) | Dades a WD                    |
| ------ | ----------------- | --------- | ------------ | ------- | -------------------------------------------------------------------- | --------- | ------------------- | ----------------------------- |
|        | font de l'Avellar | Colldejou | font         |         | 41° 05′ 45″ N, 0° 51′ 24″ E / 41.095747598703°N,0.8567950821032°E    |           |                     | Modifica les dades a Wikidata |
|        | font del Bullidor | Colldejou | font         |         | 41° 05′ 28″ N, 0° 52′ 38″ E / 41.0912214537623°N,0.877164159816561°E |           |                     | Modifica les dades a Wikidata |

## forn de calç
| imatge | Nom                      | Ubicat a  | instància de | Detalls                     | coordenades | Protecció                                  | Commons (més fotos) | Dades a WD                    |
| ------ | ------------------------ | --------- | ------------ | --------------------------- | ----------- | ------------------------------------------ | ------------------- | ----------------------------- |
|        | Forn de l'Escoda         | Colldejou | forn de calç | Estil: arquitectura popular |             | bé integrant del patrimoni cultural català |                     | Modifica les dades a Wikidata |
|        | Forn de la plana del Rei | Colldejou | forn de calç | Estil: arquitectura popular |             | bé integrant del patrimoni cultural català |                     | Modifica les dades a Wikidata |
|        | Forn de les Brugueres    | Colldejou | forn de calç | Estil: arquitectura popular |             | bé integrant del patrimoni cultural català |                     | Modifica les dades a Wikidata |
|        | Forn del Mas Portells    | Colldejou | forn de calç | Estil: arquitectura popular |             | bé integrant del patrimoni cultural català |                     | Modifica les dades a Wikidata |
|        | Forn del camí de la Vall | Colldejou | forn de calç | Estil: arquitectura popular |             | bé integrant del patrimoni cultural català |                     | Modifica les dades a Wikidata |
|        | Forn del coll Roig       | Colldejou | forn de calç | Estil: arquitectura popular |             | bé integrant del patrimoni cultural català |                     | Modifica les dades a Wikidata |
|        | Forn del coll del Guix   | Colldejou | forn de calç | Estil: arquitectura popular |             | bé integrant del patrimoni cultural català |                     | Modifica les dades a Wikidata |

## masia
| imatge | Nom          | Ubicat a  | instància de | Detalls                     | coordenades                                                          | Protecció                   | Commons (més fotos) | Dades a WD                    |
| ------ | ------------ | --------- | ------------ | --------------------------- | -------------------------------------------------------------------- | --------------------------- | ------------------- | ----------------------------- |
|        | Mas Magrinyà | Colldejou | masia        | Estil: arquitectura popular | 41° 07′ 09″ N, 0° 49′ 41″ E / 41.11916°N,0.828°E                     | bé cultural d'interès local |                     | Modifica les dades a Wikidata |
|        | Mas Portells | Colldejou | masia        |                             | 41° 05′ 58″ N, 0° 52′ 21″ E / 41.0995189838999°N,0.87238407413918°E  |                             |                     | Modifica les dades a Wikidata |
|        | la Robina    | Colldejou | masia        |                             | 41° 05′ 59″ N, 0° 53′ 08″ E / 41.0997324070972°N,0.885439420998455°E |                             |                     | Modifica les dades a Wikidata |

## muntanya
| imatge | Nom                 | Ubicat a           | instància de | Detalls | coordenades                                                             | Protecció | Commons (més fotos)       | Dades a WD                    |
| ------ | ------------------- | ------------------ | ------------ | ------- | ----------------------------------------------------------------------- | --------- | ------------------------- | ----------------------------- |
|        | Castellnegrar       | Capçanes Colldejou | muntanya     |         | 41° 06′ 28″ N, 0° 50′ 21″ E / 41.1078°N,0.839078°E 631.7 msnm           |           |                           | Modifica les dades a Wikidata |
|        | Cavall Bernat       | Colldejou Pratdip  | muntanya     |         | 41° 05′ 03″ N, 0° 52′ 31″ E / 41.0840507023°N,0.875157009664°E 840 msnm |           | Cavall Bernat de Llabería | Modifica les dades a Wikidata |
|        | Lo Grau             | Colldejou          | muntanya     |         | 41° 06′ 03″ N, 0° 53′ 51″ E / 41.1007°N,0.897586°E 424.3 msnm           |           |                           | Modifica les dades a Wikidata |
|        | Miranda de Llaberia | Colldejou Tivissa  | muntanya     |         | 41° 05′ 33″ N, 0° 51′ 45″ E / 41.092629°N,0.862623°E 919 msnm           |           | Miranda de Llaberia       | Modifica les dades a Wikidata |
|        | Mola d'Avall        | Colldejou          | muntanya     |         | 41° 05′ 24″ N, 0° 54′ 39″ E / 41.09005556°N,0.9108°E 549.7 msnm         |           |                           | Modifica les dades a Wikidata |
|        | Mola de Colldejou   | Colldejou          | muntanya     |         | 41° 06′ 27″ N, 0° 52′ 26″ E / 41.107465464°N,0.873961400419°E 922 msnm  |           | Mola de Colldejou         | Modifica les dades a Wikidata |
|        | Tossa del Mal Pas   | Capçanes Colldejou | muntanya     |         | 41° 06′ 53″ N, 0° 50′ 08″ E / 41.1146°N,0.835623°E 512.5 msnm           |           |                           | Modifica les dades a Wikidata |
|        | la Tallada Vella    | Colldejou          | muntanya     |         | 41° 05′ 45″ N, 0° 52′ 44″ E / 41.09597222°N,0.87893611°E 543.6 msnm     |           |                           | Modifica les dades a Wikidata |

## serra
| imatge | Nom                | Ubicat a                   | instància de                                        | Detalls                        | coordenades                                                    | Protecció | Commons (més fotos) | Dades a WD                    |
| ------ | ------------------ | -------------------------- | --------------------------------------------------- | ------------------------------ | -------------------------------------------------------------- | --------- | ------------------- | ----------------------------- |
|        | Serres del Garriol | Colldejou Pratdip          | serra                                               |                                | 41° 05′ 10″ N, 0° 53′ 18″ E / 41.0861°N,0.888208°E 181.1 msnm  |           |                     | Modifica les dades a Wikidata |
|        | serra d'en Jover   | Capçanes Colldejou Tivissa | serra                                               |                                | 41° 05′ 57″ N, 0° 50′ 38″ E / 41.0992°N,0.843928°E 832.8 msnm  |           | Serra d'en Jover    | Modifica les dades a Wikidata |
|        | serra de Llaberia  | Colldejou Pratdip Tivissa  | serra àrea protegida Pla d'Espais d'Interès Natural | 1992 Superfície: 10368.39762ha | 41° 05′ 23″ N, 0° 51′ 54″ E / 41.08972222°N,0.865°E 918.3 msnm |           | Serra de Llaberia   | Modifica les dades a Wikidata |

## Misc
| imatge | Nom                            | Ubicat a  | instància de                                   | Detalls                     | coordenades                                                          | Protecció                                                    | Commons (més fotos)                    | Dades a WD                    |
| ------ | ------------------------------ | --------- | ---------------------------------------------- | --------------------------- | -------------------------------------------------------------------- | ------------------------------------------------------------ | -------------------------------------- | ----------------------------- |
|        | Castell de la Mola             | Colldejou | torrassa                                       | Estil: arquitectura popular | 41° 06′ 27″ N, 0° 52′ 26″ E / 41.1075°N,0.873984°E                   | Bé d'Interès Cultural genèric bé cultural d'interès nacional | Castell de la Mola (Colldejou)         | Modifica les dades a Wikidata |
|        | Centre històric de Colldejou   | Colldejou | centre històric                                | Estil: arquitectura popular | 41° 05′ 58″ N, 0° 53′ 13″ E / 41.09952°N,0.88707°E                   | bé cultural d'interès local                                  | Centre històric (Colldejou)            | Modifica les dades a Wikidata |
|        | Colldejou                      | Colldejou | entitat singular de població capital municipal | 161 hab                     | 41° 05′ 59″ N, 0° 53′ 14″ E / 41.0997°N,0.88717°E 432 msnm           |                                                              |                                        | Modifica les dades a Wikidata |
|        | Molló dels Quatre Termes       | Colldejou | fita                                           |                             | 41° 04′ 57″ N, 0° 54′ 43″ E / 41.0824540995191°N,0.911968402110085°E |                                                              |                                        | Modifica les dades a Wikidata |
|        | Molí d'Antó                    | Colldejou | molí d'aigua                                   | Estil: arquitectura popular | 41° 07′ 13″ N, 0° 49′ 45″ E / 41.120279°N,0.829058°E                 | bé integrant del patrimoni cultural català                   |                                        | Modifica les dades a Wikidata |
|        | Sant Llorenç de Colldejou      | Colldejou | església                                       | Estil: barroc               | 41° 05′ 58″ N, 0° 53′ 14″ E / 41.099436°N,0.887315°E                 | bé integrant del patrimoni cultural català                   | Sant Llorenç de Colldejou              | Modifica les dades a Wikidata |
|        | avenc dels Constants           | Colldejou | avenc                                          |                             | 41° 06′ 09″ N, 0° 52′ 03″ E / 41.1023997891206°N,0.867432715978842°E |                                                              |                                        | Modifica les dades a Wikidata |
|        | casa al Carrer de Baix, 12     | Colldejou | casa                                           | Estil: arquitectura popular | 41° 05′ 58″ N, 0° 53′ 13″ E / 41.099417°N,0.886972°E                 | bé integrant del patrimoni cultural català                   | Casa al carrer de Baix, 12 (Colldejou) | Modifica les dades a Wikidata |
|        | casa consistorial de Colldejou | Colldejou | casa consistorial                              |                             | 41° 05′ 59″ N, 0° 53′ 18″ E / 41.0998543°N,0.8883325°E               |                                                              | Town hall of Colldejou                 | Modifica les dades a Wikidata |
|        | creu de la Miranda             | Colldejou | creu monumental                                |                             | 41° 05′ 31″ N, 0° 51′ 48″ E / 41.0920308670034°N,0.863458291260989°E |                                                              |                                        | Modifica les dades a Wikidata |